# Bogen (Stadt)

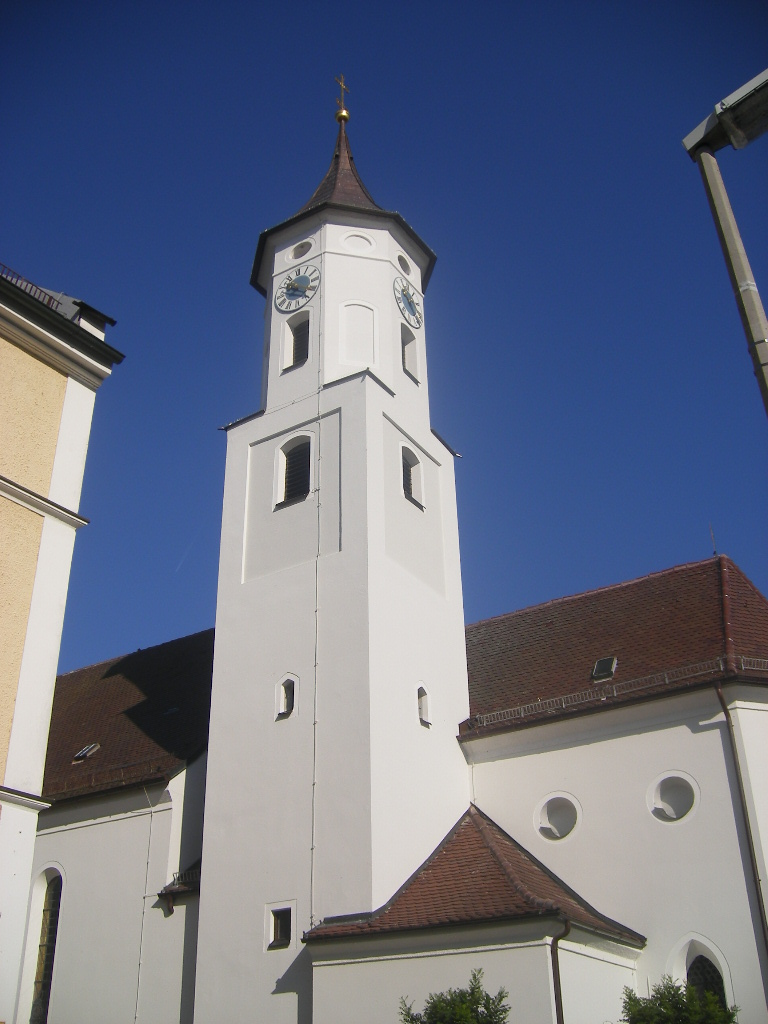
Die Stadtpfarrkirche St. Florian

Bogen (bayerisch: Bong) ist eine Stadt im niederbayerischen Landkreis Straubing-Bogen.

## Geographie

### Geographische Lage
Die Stadt liegt in der Region Donau-Wald an der Donau, am Bogenbach und am Fuß des Bayerischen Walds.
Die höchsten Erhebungen liegen in der Gemarkung Degernbach. Der Eselsberg (⊙) ist 451 m hoch und eine unbenannte Erhebung (⊙) nahe Nesselbach und Edenhofen ist mit etwa 475 m der höchste Punkt im Gebiet der Stadt Bogen. In Donaunähe liegen einige Bereiche in den Gemarkungen Oberalteich, Bogen und Pfelling auf einer Höhe von etwa 313 m.

### Gemeindegliederung
Es gibt 77 Gemeindeteile:
- Anning
- Autsdorf
- Bärndorf
- Bogen
- Bogenberg
- Brandlberg
- Breitenweinzier
- Degernbach
- Dörfling
- Eben
- Edenhofen
- Edt
- Einfürst
- Frammelsberg
- Frath
- Freundorf
- Fröschlhof
- Furth
- Gottesberg
- Grafenberg
- Großlintach
- Grubhof
- Grubhöh
- Haid
- Häuselberg
- Haushof
- Hinterschida
- Hofstadt
- Hofweinzier
- Hohenried
- Hörabach
- Hutterhof
- Iglhaft
- Irrn
- Kleinlintach
- Lenach
- Liepolding
- Lohhof
- Metzgerhof
- Mitterbühl
- Mittermühl
- Mitterschida
- Muckenwinkling
- Muggenthal
- Mühlthal
- Nesselbach
- Niedermenach
- Niederried
- Oberalteich
- Oberfreundorf
- Obermenach
- Oberpischlsberg
- Oberried
- Oberwieden
- Ödhof
- Ohmühl
- Oppersdorf
- Osterberg
- Pfelling
- Rainfurt
- Rankam
- Sandhof
- Stegholz
- Stegmühl
- Stephling
- Trudendorf
- Unterfreundorf
- Unterpischlsberg
- Unterwieden
- Vorderschida
- Waidbach
- Waidholz
- Waltersdorf
- Weidenhofen
- Weiherhäusl
- Weinberg
- Weingraben

Es gibt die Gemarkungen Bogen, Bogenberg, Degernbach, Oberalteich und Pfelling.

## Geschichte

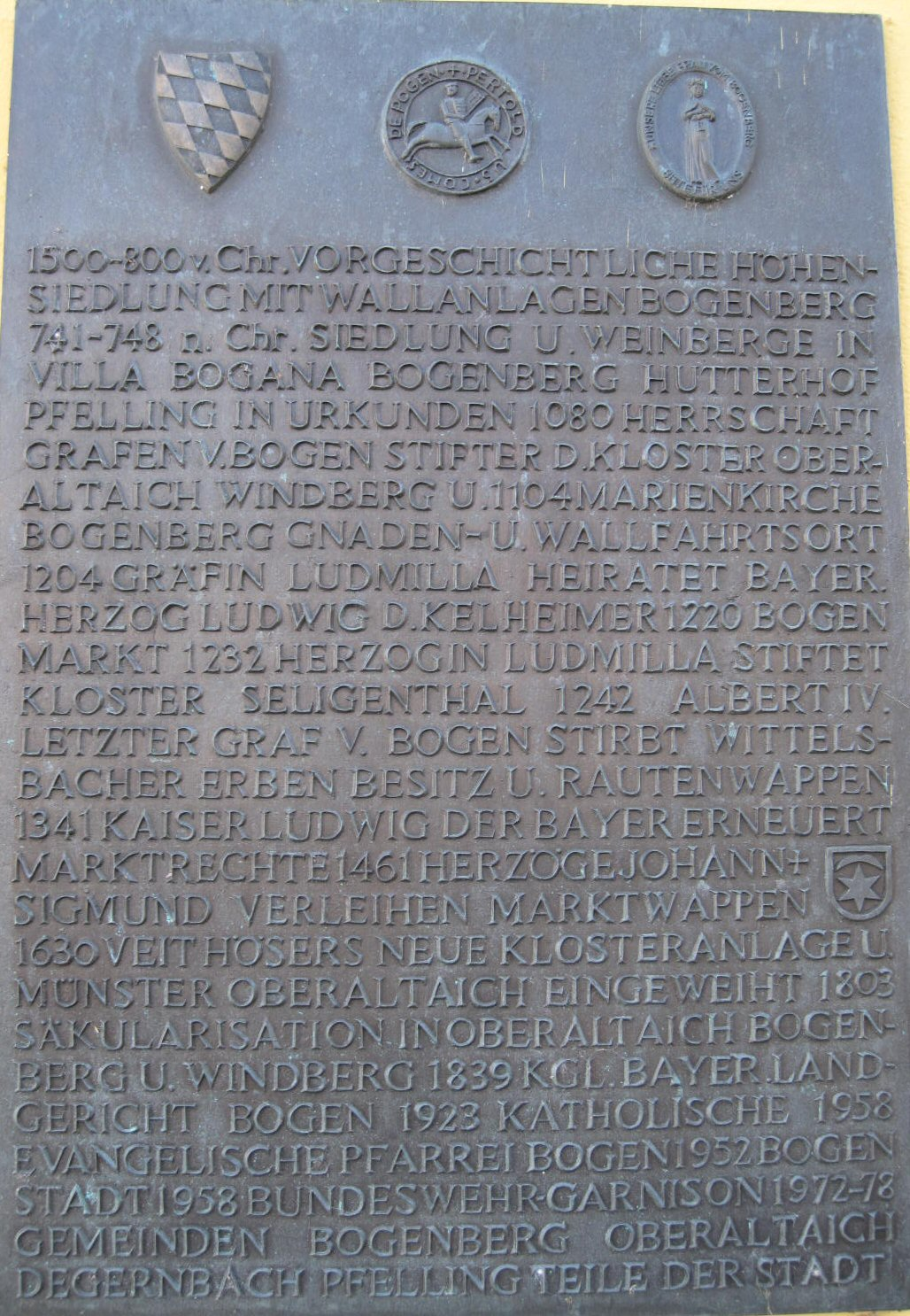
Gedenktafel am Rathaus zur Geschichte Bogens

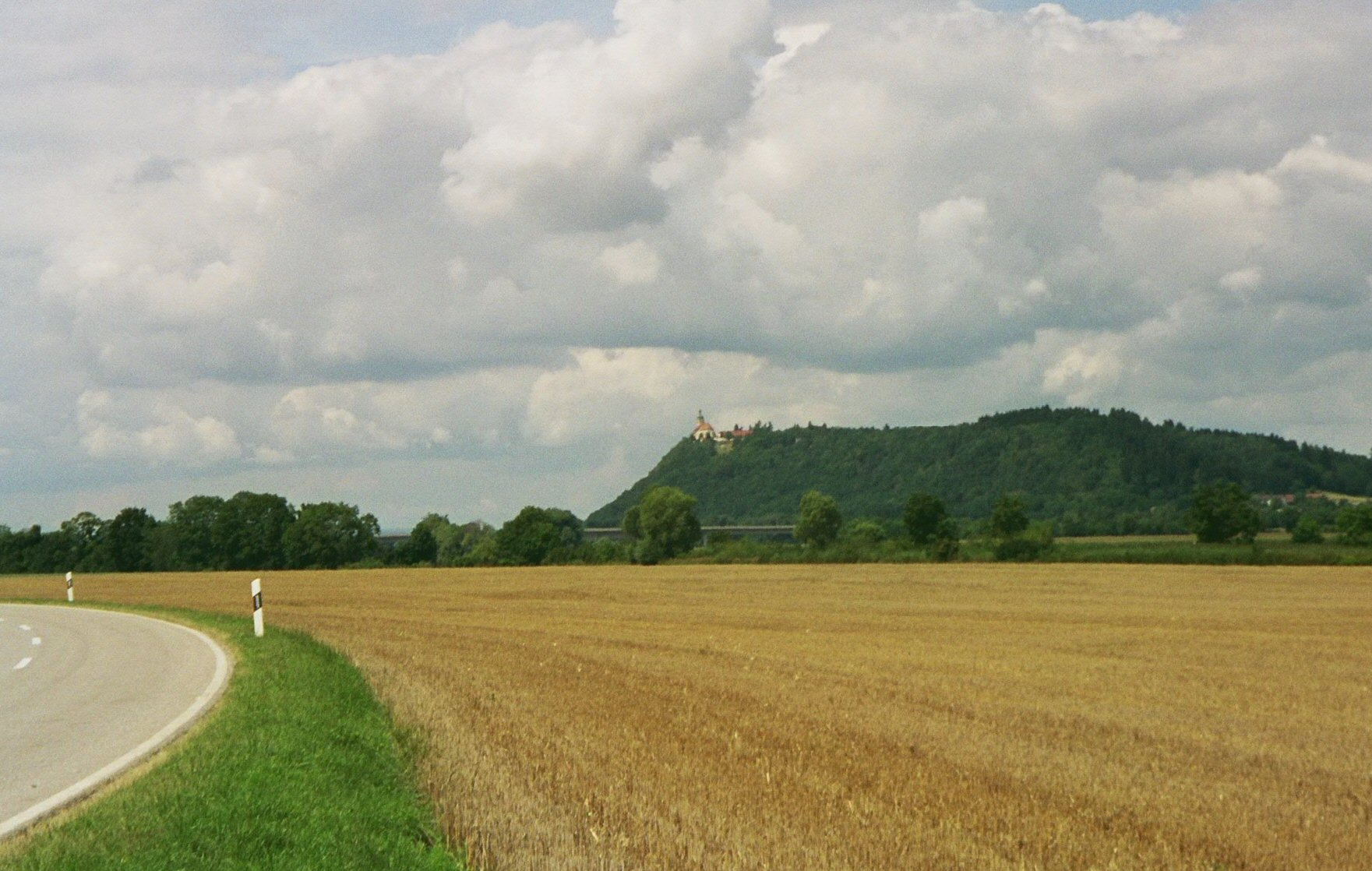
Der Bogenberg von (Süd)osten, Blickrichtung (Nord)Westen;

### Bis zum 19. Jahrhundert

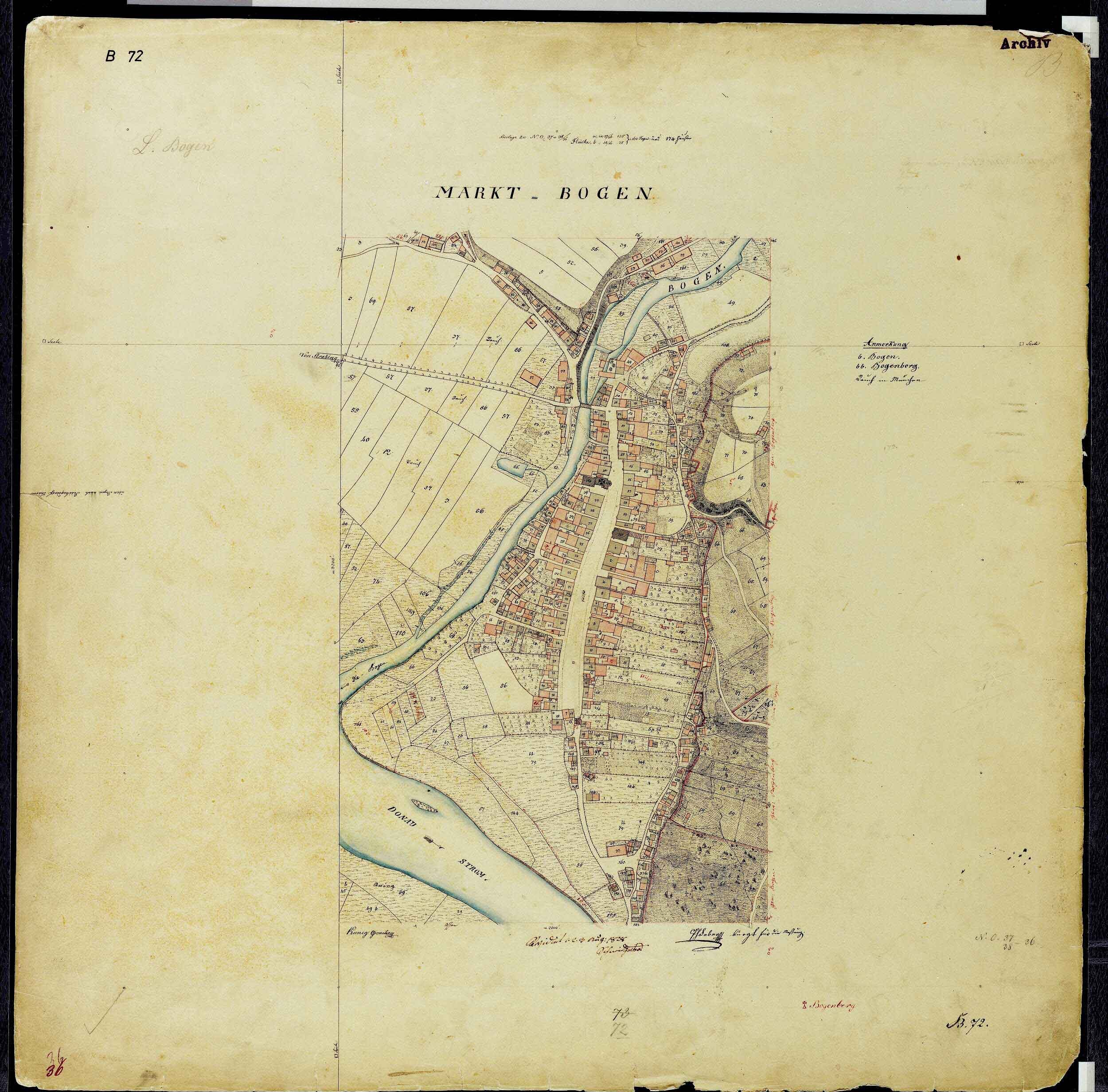
Ortsblatt Bogen der Uraufnahme (1828)

Unter dem Namen Villa Pogana wird Bogen um die Mitte des 8. Jahrhunderts erstmals erwähnt. Zunächst waren hier die Babenberger Inhaber der Grafschaftsrechte. Anschließend war es der Sitz der Grafen von Bogen, deren weiß-blaues Rautenwappen heute Bestandteil des bayerischen Staatswappens ist. Bereits 1220 wurde Bogen als „forum“ (Markt) bezeichnet.
Nach dem Tod des letzten Bogener Grafen fiel deren Herrschaftsgebiet 1242 an die Wittelsbacher. 1341 erhielt Bogen das Marktrecht. Im 15. Jahrhundert erlebte Bogen eine Blütezeit in Verbindung mit der Bogenbergwallfahrt. Im Dreißigjährigen Krieg musste der Markt einen erheblichen Bevölkerungsverlust hinnehmen. Einen Aufschwung für den ganzen Ort brachte im 18. Jahrhundert erneut die bedeutende Wallfahrt zur Wallfahrtskirche Bogenberg.
Bogen gehörte zum Rentamt Straubing und zum Landgericht Mitterfels im Kurfürstentum Bayern. Es besaß ein Marktgericht mit magistratischen Eigenrechten. Das Kloster Oberalteich besaß hier eine offene Hofmark. 1719 und 1837 verwüsteten Brände den Ort.
Im Jahre 1839 wurde Bogen Sitz eines Landgerichts. 1860 zählte der Markt 1350 Einwohner und nicht weniger als zwölf Brauereien. Ab dem Jahre 1862 stieg die Bedeutung Bogens weiter, weil aus dem Landgericht das Bezirksamt und das Notariat als eigene Behörden ausgegliedert wurden. Der juristische Teil des Landgerichts wurde wenig später zum Königlich Bayrischen Amtsgericht.
Am 9. Dezember 1895 erhielt Bogen einen Eisenbahnanschluss durch die Fertigstellung des ersten Abschnitts der Bahnstrecke Straubing–Miltach.

### 20. Jahrhundert
Die Stadterhebung Bogens erfolgte im Jahre 1952. Mit dem Bau der Graf-Aswin-Kaserne 1958, Gymnasium, Realschule und acht Industriebetrieben sowie Eingemeindungen stieg die Größe und Bedeutung Bogens nach dem Zweiten Weltkrieg erheblich.
Durch die Integration des Landkreises Bogen in den Landkreis Straubing-Bogen am 1. Juli 1972 ging allerdings ein großer Teil der Verwaltungsfunktionen in der Stadt verloren.

### 21. Jahrhundert
Im Jahr 2012 wurde der Naherholungspark Europapark Bayern-Böhmen eingeweiht.

### Eingemeindungen
Im Zuge der Gebietsreform in Bayern wurden am 1. Januar 1972 die Gemeinden Bogenberg und Degernbach eingemeindet. Am 1. Januar 1978 folgte die Gemeinde Oberalteich mit den am 1. Juli 1974 aus der aufgelösten Gemeinde Agendorf eingegliederten Gemeindeteilen Trudendorf und Muckenwinkling  sowie aus der aufgelösten Gemeinde Pfelling die Gemeindeteile Anning, Liepolding, Pfelling und Stegholz. Im Jahr 1978 wurden die Windberger Gemeindeteile Gottesberg, Mitterbühl und Osterberg nach Bogen eingegliedert.

### Einwohnerentwicklung
Im Zeitraum 1988 bis 2021 wuchs die Stadt von 8.307 auf 10.121 um 1.814 Einwohner bzw. um 21,84 %.
- 1961: 07.118 Einwohner
- 1970: 08.623 Einwohner
- 1987: 08.199 Einwohner
- 1991: 08.922 Einwohner
- 1995: 09.921 Einwohner
- 2000: 10.157 Einwohner
- 2005: 10.105 Einwohner
- 2010: 10.090 Einwohner
- 2015: 09.771 Einwohner
- 2021: 10.121 Einwohner

## Politik

### Stadtrat
Die Kommunalwahl am 15. März 2020 führte bei einer Wahlbeteiligung von 54,71 % zu folgendem Ergebnis:

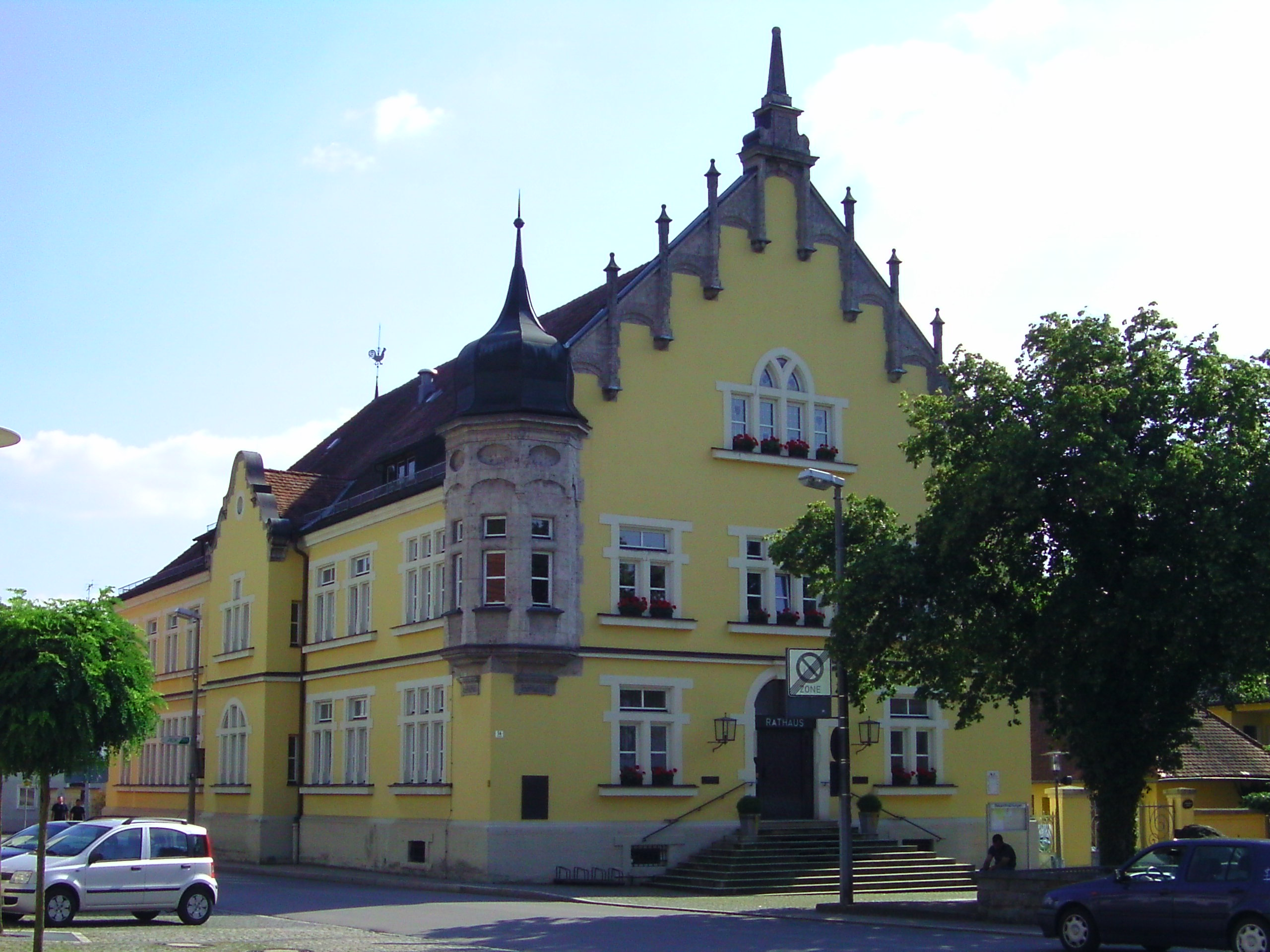
Das Rathaus

| Partei / Liste                            | Stimmen % | Sitze |
| CSU                                       | 39,65 %   | 10    |
| SPD                                       | 9,36 %    | 2     |
| Bürgerinitiative Bogen (BI-Bogen)         | 13,74 %   | 3     |
| FDP / Freie Wählergruppe                  | 24,80 %   | 6     |
| Freie Christliche Wählervereinigung (FCW) | 12,45 %   | 3     |

### Bürgermeister
Erste Bürgermeisterin ist Andrea Probst (CSU), die sich bei der Stichwahl am 29. März 2020 mit 53,43 % durchsetzte, sie ist seit 1. Mai 2020 im Amt.

### Wappen
| Wappen von Bogen | Blasonierung: „In Blau ein goldener Bogen mit silberner Sehne über einem sechsstrahligen goldenen Stern.“ |
| Wappen von Bogen | Wappenbegründung: Der Bogen ist redendes Symbol für den Ortsnamen und wurde im 15. Jahrhundert zur Zeit der Verleihung (fälschlich) für das alte Schildbild der 1242 ausgestorbenen Grafen von Bogen gehalten. Wahrscheinlich war der Stern das ursprüngliche Zeichen des Ortes. Die Schildfarbe Blau stellt eine Verbindung zum Rautenwappen der Wittelsbacher her, das diese von den Grafen von Bogen übernommen hatten. Seit dem 17. Jahrhundert wurde das Wappen willkürlich tingiert und fehlerhaft wiedergegeben; die Sehne des Bogens wurde als Schildteilung interpretiert, das obere Feld mit dem Bogen (ohne Sehne) und das untere mit dem Stern belegt. Bogen, seit Ende des 12. Jahrhunderts als Markt nachweisbar, führt dieses Wappen seit der Verleihung durch die Herzöge Johann IV. und Sigmund von Bayern im Jahr 1461. Seit 1477 ist das Wappen auch in den Siegeln nachweisbar. |

### Städtepartnerschaften
- Arco – Italien – 3. September 1983
- Arthez-de-Béarn – Frankreich – 4. August 1982
- Schotten – Deutschland – 3. Juni 2001
- Wilhering – Österreich – 22. Oktober 2002
- Sortawala – Russland – 2. Juni 2009
- Slavonice – Tschechien – 26. Juni 2012
- Crosne – Frankreich – 11. Oktober 2014

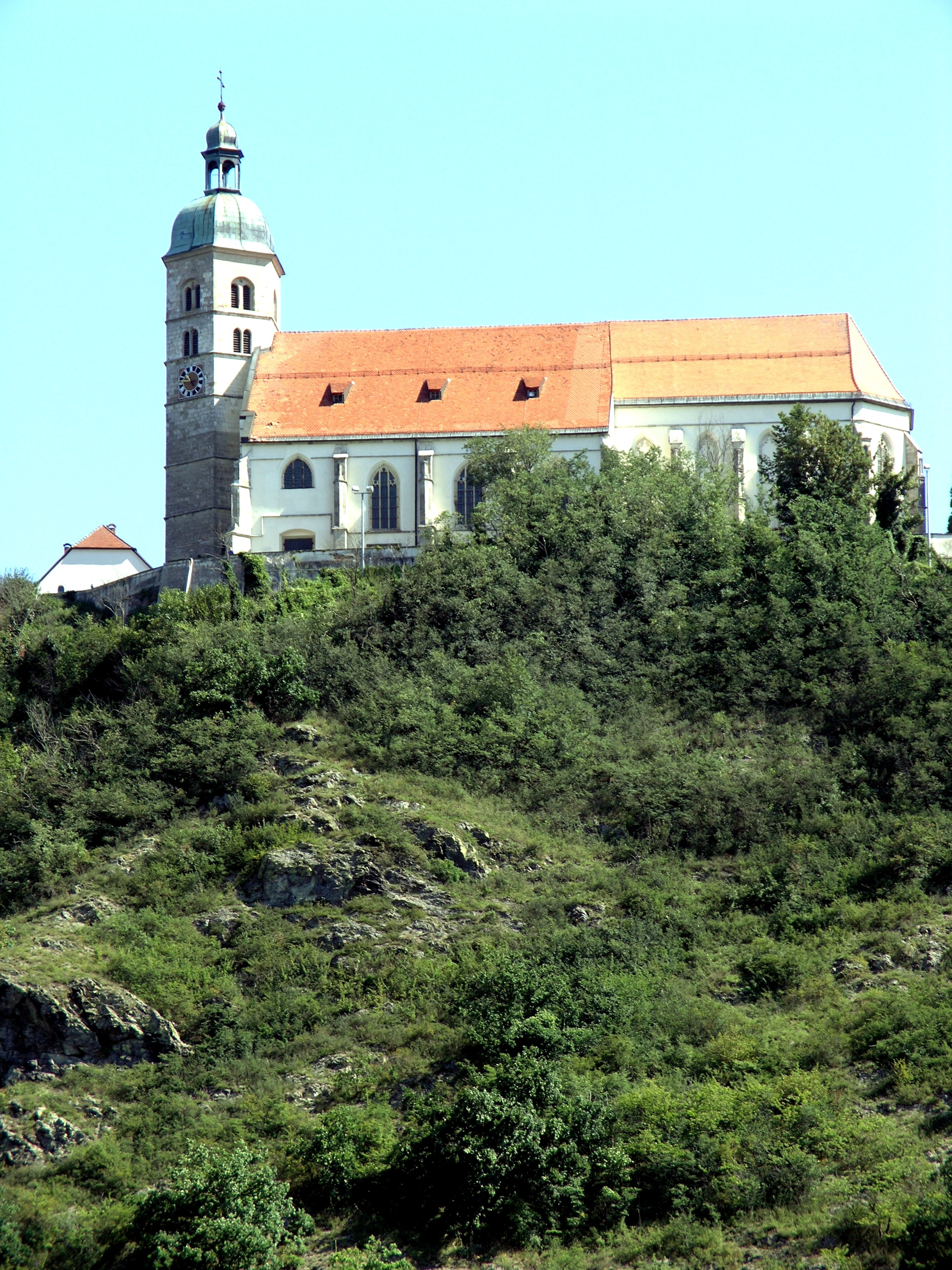
Die Wallfahrtskirche von der Donauseite (Süden) aus

## Kultur

### Baudenkmäler
- Der aus dem Mittelalter stammende Stadtplatz ist mit 400 m Länge und 30 m Breite sehr geräumig. Er wird größtenteils von Bürgerhäusern des 17. bis 19. Jahrhunderts gesäumt.
- Die gotische und später barockisierte Stadtpfarrkirche St. Florian ging aus einer 1486 erbauten und 1927 bis 1937 erweiterten Kirche hervor. Der Chorraum besitzt ein Netzrippengewölbe und spätgotische Fresken.
- Auf der Nepomukbrücke über den Bogenbach befindet sich eine Statue des hl. Nepomuk von 1744.
- Wallfahrtskirche Mariä Himmelfahrt auf dem Bogenberg; Ziel der ältesten Marienwallfahrt Bayerns (seit 1104).
- Bogenberg Kirche St. Salvator mit Klause und Heiland im Kerker
- Kreismuseum Bogenberg
- Klosterkirche Oberalteich

### Veranstaltungen
- Volksfest Bogen (jährlich)
- Pfingstwallfahrt (jährlich)
- Bogener Rautentage (alle 2 Jahre, 2018 zum fünften Mal)
- Bogener Bierfestival (erstmals Juli 2018, wurde im Juli 2019 aufgrund hoher Besucherzahlen wiederholt)
- Klostermarkt in Oberalteich

## Wirtschaft und Infrastruktur

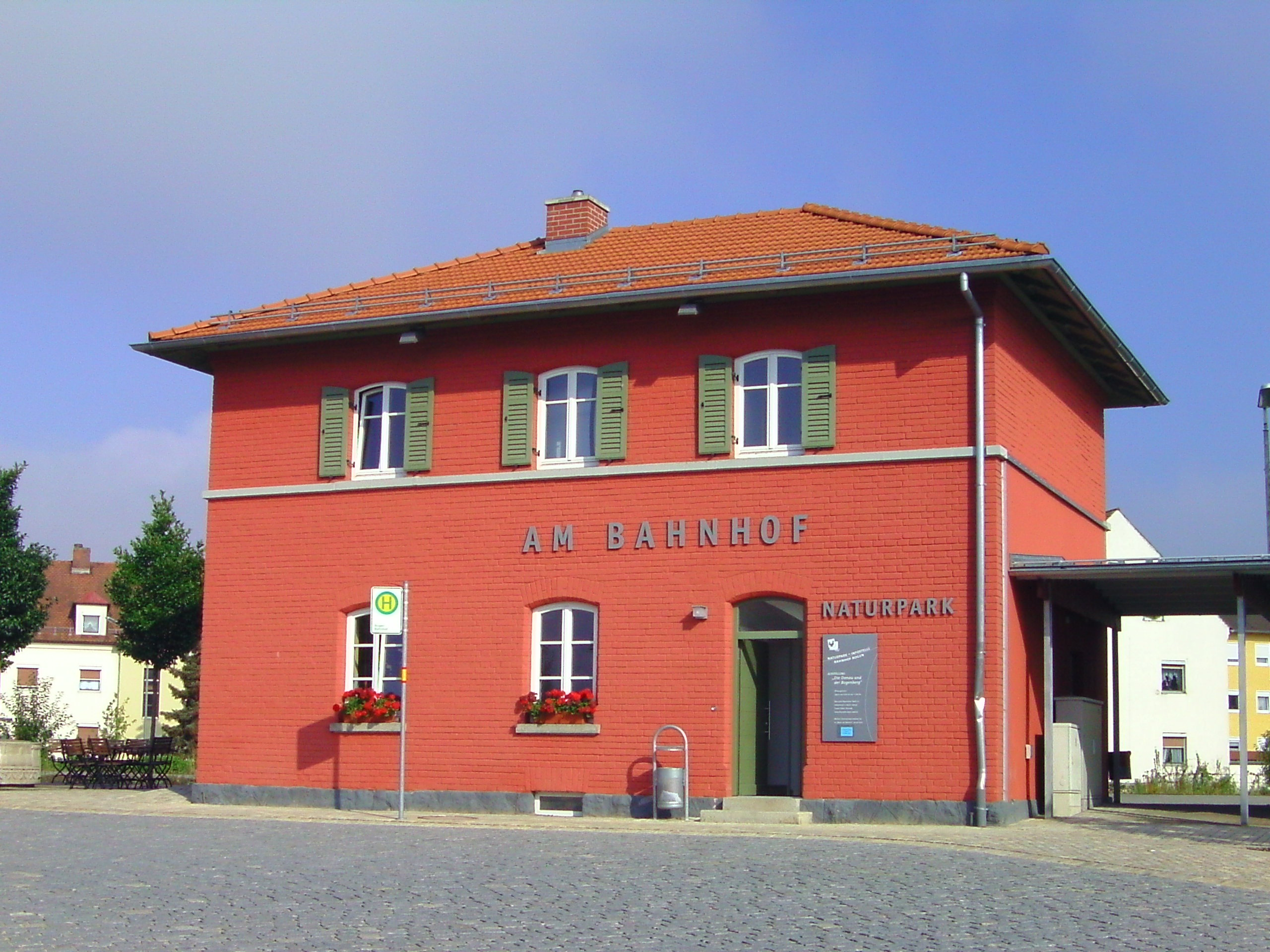
Das ehemalige Bahnhofsgebäude von Bogen

### Wirtschaft einschließlich Land- und Forstwirtschaft
Bogen ist seit 1958 mit der Graf-Aswin-Kaserne ein großer Bundeswehrstandort.
Die Bahnstrecke Straubing–Miltach wurde im Mai 1994 ab Bogen stillgelegt.
Laut offizieller Statistik (2017) gab es am Arbeitsort insgesamt 5726 sozialversicherungspflichtig Beschäftigte; davon in der Land- und Forstwirtschaft 31, im produzierenden Gewerbe 2697 und im Bereich Handel und Verkehr 864, in sonstigen Wirtschaftsbereichen (Dienstleistungen) 2134 Personen.
Sozialversicherungspflichtig Beschäftigte am Wohnort gab es insgesamt 4406.
Im verarbeitenden Gewerbe existierten 13, im Bauhauptgewerbe acht Betriebe.
Zudem bestanden im Jahr 2016 95 landwirtschaftliche Betriebe mit einer landwirtschaftlich genutzten Fläche von 2595 ha, davon waren 2005 ha Ackerfläche und 590 ha Dauergrünfläche.
Im Gemeindeteil Hofweinzier befindet sich ein Schlachthof der Firma Donautal Geflügelspezialitäten, die zur Untergruppe Lohmann der PHW-Gruppe (bekannt unter der Marke Wiesenhof) gehört. Die Anlage, mit einer Kapazität von bis zu 250.000 Schlachtungen pro Tag eine der größten in Süddeutschland, brannte im Februar 2015 ab, sie wurde jedoch in ähnlicher Größe wiederaufgebaut und hat den Betrieb bereits wieder aufgenommen.
In den Bogener Industriegebieten sind mehrere große Unternehmen angesiedelt, zum Beispiel Hydraulik- und Schweißfirmen.

### Bildung
Es gibt folgende Einrichtungen:
- Kindertageseinrichtungen: 380 Betreuungsplätze mit 351 Kindern[15]
- Albertus-Schule Sonderpädagogisches Förderzentrum Bogen mit gesamt 31 hauptamtlichen Lehrkräften und 152 Schülern (Schuljahr 2018/2019)[16]
- drei Grundschulen mit gesamt 20 hauptamtlichen Lehrkräften und 327 Schülern (Schuljahr 2018/2019)[17][18][19]
- Herzog-Ludwig-Mittelschule Bogen mit 29 hauptamtlichen Lehrkräften und 290 Schülern (Schuljahr 2018/2019)[20]
- Ludmilla-Schule Staatliche Realschule Bogen mit 45 hauptamtlichen Lehrkräften und 638 Schülern (Schuljahr 2018/2019)[21]
- Veit-Höser-Gymnasium Bogen mit 51 hauptamtlichen Lehrkräften und 599 Schülern (Schuljahr 2018/2019)[22]

## Persönlichkeiten
Söhne und Töchter der Stadt
- Ludwig Ritter von Mussinan (1826–1908), königlicher Generalleutnant bei der bayerischen Armee
- Annie Krauß (1884–1943)[23], deutsche Widerstandskämpferin und Opfer des Nationalsozialismus
- Xaver Karl (1892–1980), Politiker (SPD/SED), Widerstandskämpfer gegen den Nationalsozialismus
- Franz-Xaver Roiner (1932–2022), Erfinder und Milchwissenschaftler
- Norbert Kollmer (* 1964), Jurist, Präsident der Landesbehörde Zentrum Bayern Familie und Soziales
- Andreas Feicht (* 1971), Manager und Staatssekretär im Bundesministerium für Wirtschaft und Energie
- Max Eberl (* 1973), Fußballspieler und Fußballfunktionär
- Ann-Kathrin Hinz (* 1993), Schauspielerin
- Maximilian Brunner (* 2006), Eishockeyspieler

Personen mit Bezug zu Bogen
- Christoph Egedacher der Ältere († um 1661), war 1636 als bereits etablierter Orgelbauer in Bogen ansässig